# Philip Halstensson al Suediei
Philip Halstensson (n. secolul al XI-lea – d. 1118) a fost regele Suediei din 1105 până în 1118 și a fost fiul lui Halsten Stenkilsson al Suediei.
Philip și fratele lui, Inge cel Tânăr al Suediei au domnit împreună din 1105 până în 1110, în calitate de succesori ai unchiului lor, Inge cel Bătrân al Suediei. 
Potrivit legendelor Hervarar, el a guvernat pentru scurt timp și a fost căsătorit cu Ingigerd, fiica lui Harald Hardrada.